# برنامج النظام الأساسي للصور المستقرة
برنامج النظام الأساسي للصور المستقرة أو برنامج منصة تكنولوجيا المعلومات المستقرة هو اسم مبادرة قدمتها إنتل الفكرة هي أن صورة قرص تم تكوينها مسبقًا ستعمل على أي من مجموعات الأجهزة المعتمدة تنص مبادرة انتيل على أن البرنامج يضمن "12 شهرًا على الأقل من النشر للأنظمة المتوافقة مع الصور قدم المنافسون الرئيسيون لشركة انتيل ( لاحقًا برنامجًا مشابهًا Intel ، AND)
.

### أعمال مستشهد بها
- Walton، Jarred (12 سبتمبر 2005). "Intel Enterprise and Corporate Roadmap – Q3'05 Update". AnandTech. مؤرشف من الأصل في 2011-10-21. اطلع عليه بتاريخ 2018-12-01. {{استشهاد ويب}}: الوسيط |ref=harv غير صالح (مساعدة)

## روابط خارجية
- https://www.intel.com/content/www/us/en/architecture-and-technology/stable-it-platform-program.html